# Сила через радість

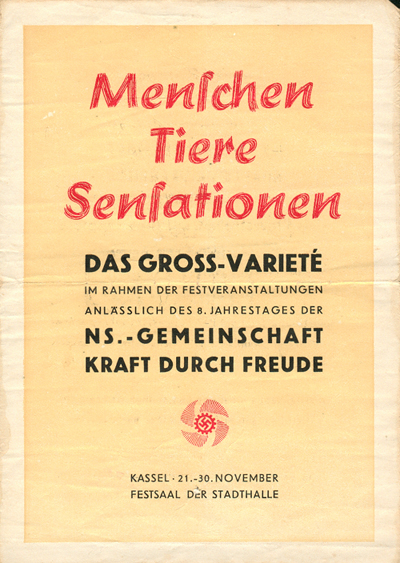
Рекламний проспект одного з культурних заходів KdF

«Сила через радість» (нім. Kraft durch Freude) KdF — державне об’єднання нацистської Німеччини, основним завданням якого була організація дозвілля населення. KdF була складовою частиною німецької трудової спілки — Німецький робітничий фронт (нім. Deutsche Arbeiterfront (DAF). Основна діяльність організації припадає на передвоєнні роки: 1933 — 1939 рр. В складі KdF були відділи, які відповідали за організацію подорожей, відпусток та загального дозвілля робітників Третього Рейху.

## Заснування
Організація «Сила через радість» була заснована 27 листопада 1933 року як складова частина Німецького Робітничого Фронту. Ідеологом та засновником KdF був лідер Робітничого Фронту Роберт Лей. Основною ціллю об’єднання була організація дозвілля робітників Німеччини. Лей підрахував, що пересічний німецький робітник в середньому мав 3700 годин вільного часу і поставив на меті низку заходів для кращої організації дозвілля. Основою ідеології об’єднання було сподівання, що щасливий працівник працюватиме краще, що сила робітничого класу надходитиме з почуття радості і задоволення — звідси і така назва об’єднання.

## Діяльність
В діяльності KdF існувало декілька напрямків, основним з яких була організація доступних міжнародних круїзів. Для цієї цілі був побудований ціла флотилія круїзних кораблів, флагманом котрих був комфортабельний лайнер «Вільгельм Ґустлофф». В рамках цієї програми пропонувалися круїзи по узбережжю Норвегії, Іспанії, Італії, а також в Балтійському морі та узбережжям Німеччини та Данії. Ідея надання оплачуваних відпусток робітникам була досить новою концепцією в тогочасній Європі, і в Німеччині на таке право могли розраховувати навіть тимчасові робітники. В цій галузі німецький робітник завдяки програмам KdF вигідно відрізнявся від робітників інших країн. Вартість квитків для німецького робітника на комфортабельних кораблях круїзного флоту була тільки третиною від вартості таких круїзів в інших країнах. Близько 20 млн чоловік (майже чверть населення країни) скористалися послугами цієї програми для відпочинку. Окрім круїзів німецький робітник міг розраховувати на дешеві квитки та тури до численних курортів Німеччини. Також були побудовані спеціальні місця відпочинку під егідою KdF в різних мальовничих місцях Німеччини. 
Хоча організація круїзів була однією з найпопулярніших заходів KdF, її діяльність також поширювалася на організацію менш значимих заходів, таких як екскурсії, концерти, вистави та різні культурні програми. За власним визнанням, тільки мистецькі виставки в рамках програми відвідало більш як 2.5 млн чоловік. Близько 22 млн відвідало вистави та концерти організовані KdF. Керівництво KdF сподівалося таким чином виховати продуктивнішу та освічену робітничу силу Німеччини. 
Іншою, досить успішною програмою KdF було надання можливостей для придбання персональних автомобілів широким загалом робітничого класу країни. Для цієї цілі був спроектований автомобіль Фольксваген (нім. Volkswagen) («Народний автомобіль») і розроблена система заходів для полегшення умов придбання цього автомобіля майже кожним робітником. Ціна на новий Фольксваген «Жук» була встановлена 990 марок — приблизно заробіток робітника за 35 тижнів праці. Навіть при такій низькій ціні була розроблена система передоплати, за якою робітник платив 5 марок щотижня і при виплаті 750 марок отримував ордер на отримання машини. Ця програма, однак не була здійснена оскільки з початком Другої Світової Війни завод був перепрофільований на випуск військової техніки замість автомобілів для населення. Зараз автомобіль Фольксваген залишається одним з найкращих і більш доступних автомобілів Європи.

## Відділи
- Відділ освіти
- Відділ культури
- Організаційний відділ
- Відділ преси і пропаганди
- Відділ відпусток та подорожей
- Фінансовий відділ
- Відділ покращення робочого місця
- Відділ самодопомоги та облаштування побуту
- Спортивний відділ
- Народний відділ та відділ Батьківщини